# Siebenmännerstein

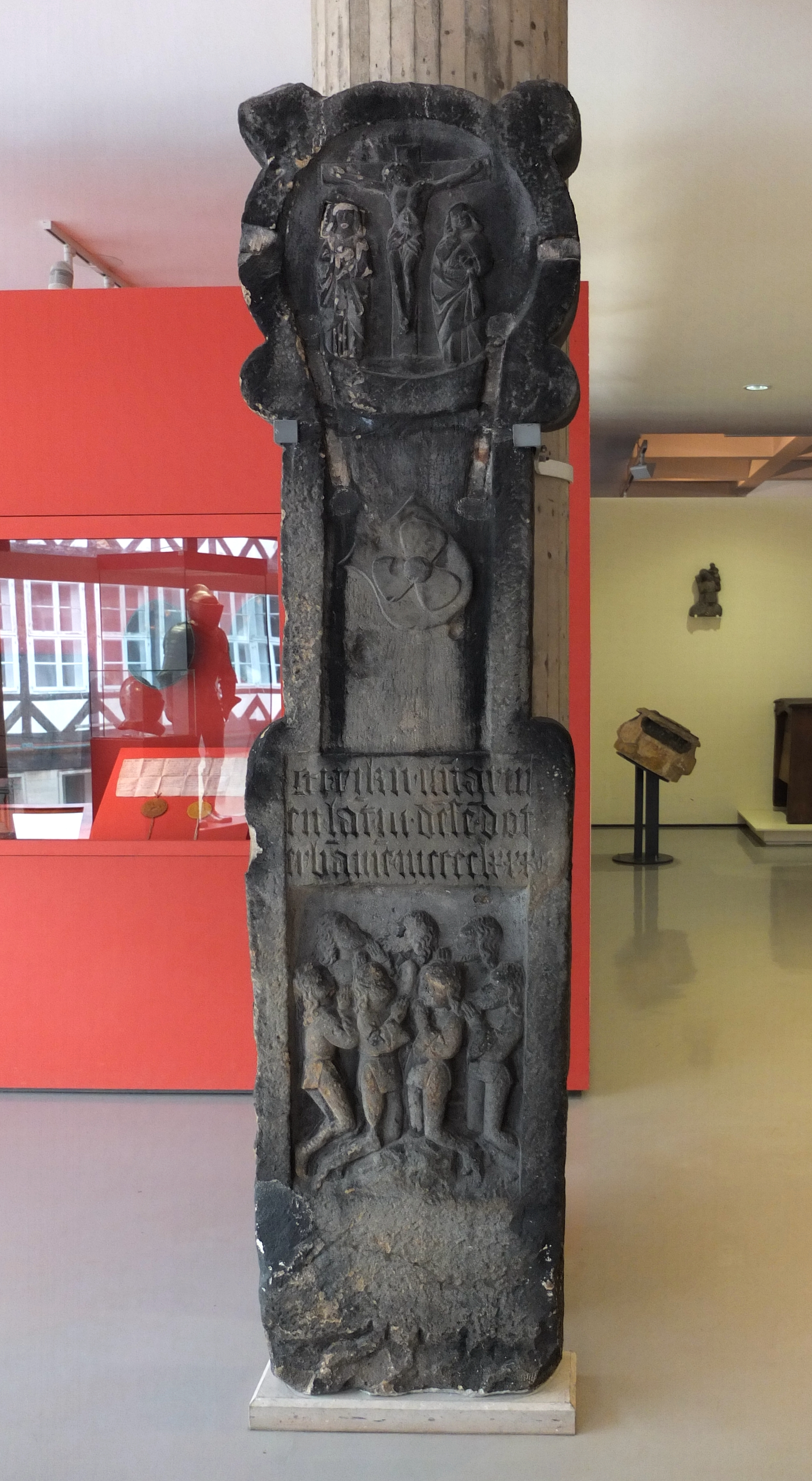
Original des Siebenmännersteins im Historischen Museum Hannover

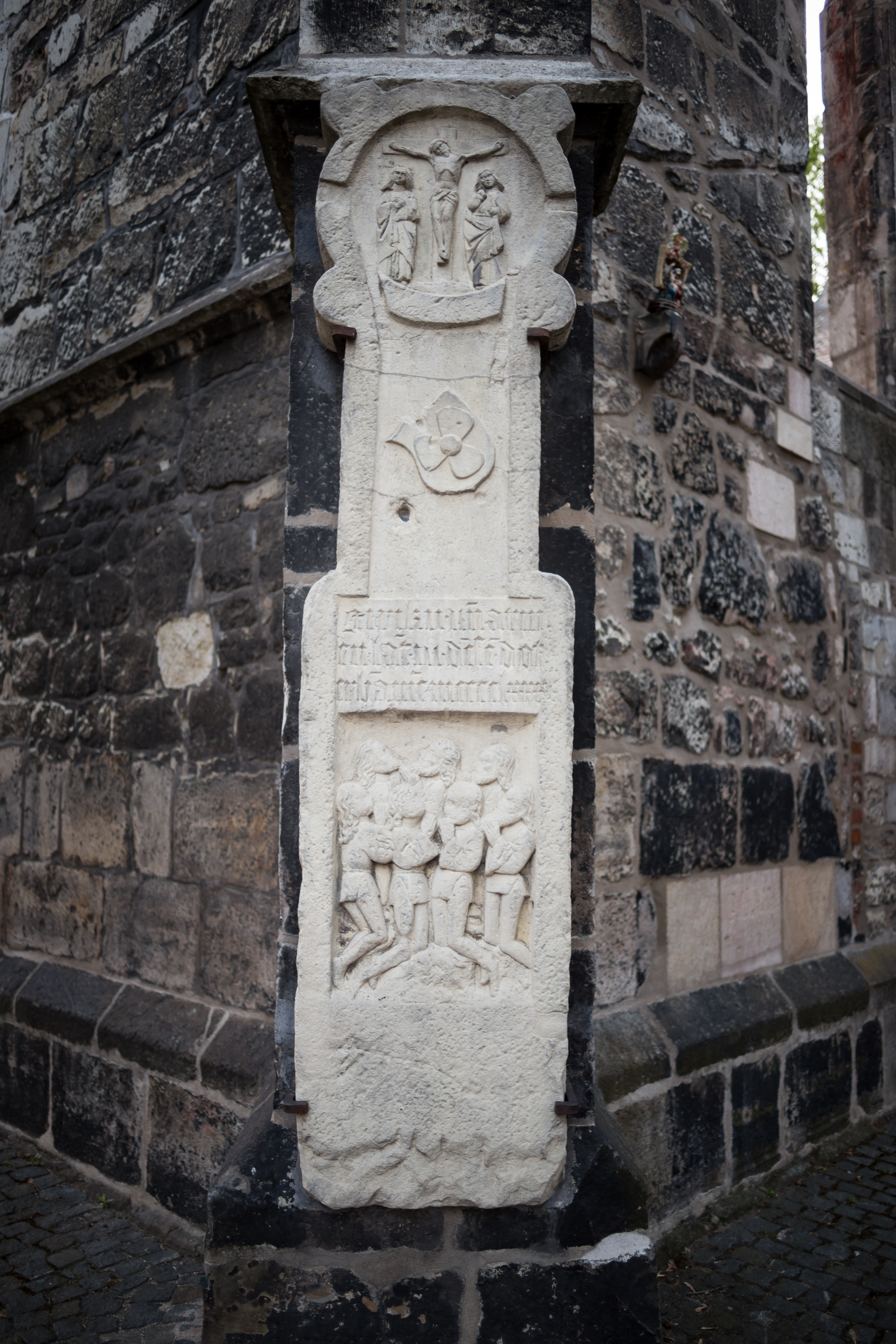
Kopie des Siebenmännersteins an einem Strebepfeiler des Chors der Aegidienkirche

Der Siebenmännerstein, auch Grabstein der sieben Männer oder Spartanerstein, ist ein Kreuzstein an der Aegidienkirche in Hannover, der sieben betende Männer darstellt. Er soll an die Sage von „Hannovers Spartanern“ erinnern, die 1480 bei einem Angriff auf den Döhrener Turm samt dem Turm verbrannt worden sein sollen. Der Siebenmännerstein zählte früher zu den sieben Wahrzeichen Hannovers, die jeder wandernde Handwerksbursche kennen musste.

## Beschreibung
Der Siebenmännerstein am südlichen Strebepfeiler des Chors der Ruine der Aegidienkirche ist seiner Form nach ein Medaillon-Kreuzstein. Der Stein ist 244 cm hoch, 58 cm breit und bis zu 5,5 cm tief. Er zeigt im oberen Teil, dem Medaillon, die Kreuzigung mit Maria und Johannes zu beiden Seiten, darunter auf dem Schaft das Kleeblatt, das Wappenemblem der Stadt Hannover. Im unteren, sockelartigen rechteckigen Feld finden sich in einer Reliefvertiefung sieben kniende, betende, nach oben – zur Kreuzigungsgruppe – schauende Männer. Über ihnen ist in eingeritzten gotischen Minuskeln die dreizeilige Inschrift zu lesen:
gi. rikn. un. arm/en. lat. iu. dese. dot/erbarme: MCCCCLXXX
(Ihr Reichen und Armen, lasst euch diesen Tod erbarmen: 1480)
Die ursprünglich freistehende Stele befand sich zuerst an der Außenwand der alten Marienkapelle vor dem Aegidientor, die im 16. Jahrhundert im Zuge des Ausbaus der Stadtbefestigung abgebrochen wurde. Arnold Nöldeke berichtet (unter Berufung auf Christian Ulrich Grupens Historia ecclesiastica), der Stein sei wohl 1534 in die Stadt gebracht und im Aegidienkirchhof aufgestellt worden. In der Chronologia Hannoverana (Göttinger Codex 274) ist vermerkt, der Stein sei 1645 „als das revalin vor s. Aegidien thore erwidtert worden, in die stadt an s. Aegidien kirchen gesetzet und gemauret“ worden. Dagegen spricht Arnold Nöldeke – und ihm folgend Sabine Wehking – davon, dass der Stein erst 1654 in der Kirche angebracht worden sei. Der heute an der Außenwand des Chores der Kirchenruine befindliche Stein ist eine Kopie, das Original wird seit dem Ende des 20. Jahrhunderts im Historischen Museum Hannover aufbewahrt.

## Sage und Kritik
Die Sage, die sich um diesen Stein rankt, bezieht sich auf die sieben Verteidiger des Döhrener Turms, eines Wartturms der Hannoverschen Landwehr im Süden der Stadt. Bei einem Überfall des Welfenherzogs Heinrich von Wolfenbüttel auf die Stadt 1486 sollen die Wächter im Turm „zu Tode geschmaucht“ worden sein. Dabei errichteten die Angreifer Scheiterhaufen rund um den Turm und brannten ihn samt seiner Besatzung nieder. So stellt es der hannoversche Schriftsteller Wilhelm Blumenhagen in seiner Erzählung „Hannovers Spartaner“ (1829) ausführlich dar.
Blumenhagens Darstellung lässt sich nicht mit den historischen Ereignissen vereinbaren. Während Heinrichs Überfall – bezeugt etwa durch das Rote Stadtbuch – erst im Jahr 1490 stattfand, findet sich auf der Inschrift des Steins die Jahreszahl MCCCCLXXX (1480). Deshalb lässt sich wohl „dese dot“ (dieser Tod) der Inschrift nicht auf den Tod der „Spartaner“, sondern auf den Jesu Christi (bei der Kreuzigung) beziehen, die auf dem Stein dargestellten Männer haben laut Sabine Wehking „zufällig“ die Anzahl sieben.

## Sagentext
- Wilhelm Blumenhagen: Hannovers Spartaner. Eine geschichtliche Erzählung. In: Orphea. Taschenbuch. Band 6, 1829, S. 1–100 (Digitalisat). Nachdruck: Im Auftrag des Jugendschriften-Ausschusses des Lehrervereins Hannover bearbeitet von Karl Henniger. Bilder von F. H. Koken. Sponholtz, Hannover 1926.